# Gran Premio motociclistico di San Marino 1986
Il Gran Premio motociclistico di San Marino 1986 fu l'undicesima gara del motomondiale 1986. Si disputò il 24 agosto 1986 sul Misano World Circuit e vide le vittorie di Eddie Lawson nella classe 500, di Tadahiko Taira nella classe 250, di August Auinger nella classe 125 e di Pier Paolo Bianchi nella classe 80.
Martínez è campione del mondo 80. Taira ottiene la prima vittoria nel motomondiale.

## Classe 500

### Arrivati al traguardo
| Pos | Pilota              | Moto             | Giri | Tempo     | Griglia | Punti |
| --- | ------------------- | ---------------- | ---- | --------- | ------- | ----- |
| 1   | Eddie Lawson        | Yamaha           | 35   | 47:30.830 | 1       | 15    |
| 2   | Wayne Gardner       | Honda            | 35   | +9.870    | 2       | 12    |
| 3   | Randy Mamola        | Yamaha           | 35   | +18.960   | 5       | 10    |
| 4   | Mike Baldwin        | Yamaha           | 35   | +20.740   | 6       | 8     |
| 5   | Raymond Roche       | Honda            | 35   | +37.660   | 7       | 6     |
| 6   | Christian Sarron    | Yamaha           | 35   | +41.290   | 9       | 5     |
| 7   | Didier de Radiguès  | Chevallier-Honda | 35   | +42.840   | 8       | 4     |
| 8   | Niall Mackenzie     | Heron-Suzuki     | 35   | +50.980   | 3       | 3     |
| 9   | Ron Haslam          | ELF              | 35   | +1:04.280 | 10      | 2     |
| 10  | Kevin Schwantz      | Heron-Suzuki     | 34   | +1 giro   | 13      | 1     |
| 11  | Shunji Yatsushiro   | Honda            | 34   | +1 giro   | 11      |       |
| 12  | Leandro Becheroni   | Honda            | 34   | +1 giro   | 14      |       |
| 13  | Wolfgang von Muralt | Suzuki           | 34   | +1 giro   | 21      |       |
| 14  | Vittorio Gibertini  | Cagiva           | 34   | +1 giro   | 18      |       |
| 15  | Christian Le Liard  | Honda            | 34   | +1 giro   | 20      |       |
| 16  | Andreas Leuthe      | Honda            | 34   | +1 giro   | 22      |       |
| 17  | Fabio Barchitta     | Honda            | 34   | +1 giro   | 32      |       |
| 18  | Boet van Dulmen     | Bakker-Honda     | 34   | +1 giro   | 23      |       |
| 19  | Manfred Fischer     | Honda            | 33   | +2 giri   | 26      |       |
| 20  | Karl Truchsess      | Honda            | 33   | +2 giri   | 36      |       |
| 21  | Vinicio Bogani      | Honda            | 33   | +2 giri   | 31      |       |
| 22  | Eero Hyvärinen      | Honda            | 33   | +2 giri   | 30      |       |
| 23  | Mile Pajic          | Honda            | 33   | +2 giri   | 35      |       |
| 24  | Marco Greco         | Honda            | 33   | +2 giri   | 34      |       |

### Ritirati
| Pilota            | Moto         | Giri | Motivo ritiro | Griglia |
| ----------------- | ------------ | ---- | ------------- | ------- |
| Simon Buckmaster  | Honda        | 28   |               | 33      |
| Juan Garriga      | Cagiva       | 27   |               | 12      |
| Dave Petersen     | Suzuki       | 24   |               | 16      |
| Marco Marchesani  | Suzuki       | 20   |               | 24      |
| Armando Errico    | Suzuki       | 14   |               | 27      |
| Fabio Biliotti    | Honda        | 13   |               | 19      |
| Alessandro Valesi | Honda        | 12   |               | 29      |
| Vittorio Scatola  | Paton        | 12   |               | 28      |
| Robert McElnea    | Yamaha       | 7    |               | 4       |
| Paul Lewis        | Heron-Suzuki | 6    |               | 15      |
| Marco Gentile     | Honda        | 1    |               | 17      |

### Non partito
| Pilota          | Moto  | Griglia |
| --------------- | ----- | ------- |
| Massimo Messere | Honda | 25      |

### Non qualificati
| Pilota             | Moto   |
| ------------------ | ------ |
| Henk van der Mark  | Honda  |
| Christoph Bürki    | Honda  |
| Claus Wulff        | Suzuki |
| Andres Pérez Rubio | Suzuki |
| Josef Doppler      | Honda  |
| Dietmar Marehardt  | Suzuki |
| Stelio Marmaras    | Suzuki |

## Classe 250

### Arrivati al traguardo
| Pos | Pilota               | Moto              | Tempo     | Griglia | Punti |
| --- | -------------------- | ----------------- | --------- | ------- | ----- |
| 1   | Tadahiko Taira       | Yamaha            | 41:52.620 | 2       | 15    |
| 2   | Sito Pons            | Honda             | +1.540    | 12      | 12    |
| 3   | Dominique Sarron     | Honda             | +1.790    | 9       | 10    |
| 4   | Anton Mang           | Honda             | +2.190    | 6       | 8     |
| 5   | Fausto Ricci         | Honda             | +8.580    | 13      | 6     |
| 6   | Martin Wimmer        | Yamaha            | +13.280   | 3       | 5     |
| 7   | Jean-Michel Mattioli | Yamaha            | +13.570   | 5       | 4     |
| 8   | Virginio Ferrari     | Honda             | +26.020   | 24      | 3     |
| 9   | Pierre Bolle         | Parisienne        | +29.490   | 15      | 2     |
| 10  | Stéphane Mertens     | Yamaha            | +35.100   | 14      | 1     |
| 11  | Jean Foray           | Chevallier-Yamaha | +37.170   | 32      |       |
| 12  | Donnie McLeod        | Armstrong         | +37.440   | 10      |       |
| 13  | Gary Noël            | EMC               | +37.720   | 19      |       |
| 14  | Reinhold Roth        | Honda             | +48.090   | 16      |       |
| 15  | Marcellino Lucchi    | Aprilia           | +1:11.680 | 28      |       |
| 16  | Jean-Louis Tournadre | Yamaha            | +1:13.980 | 33      |       |
| 17  | Roland Freymond      | Yamaha            | +1:15.830 | 31      |       |
| 18  | Harald Eckl          | Honda             | +1:18.860 | 26      |       |
| 19  | Urs Luzi             | Yamaha            | +1:22.460 | 25      |       |
| 20  | Bruno Casanova       | Honda             | +1:24.420 | 20      |       |
| 21  | Alberto Rota         | Honda             | +1 giro   | 21      |       |
| 22  | Gilberto Gambelli    | Honda             | +1 giro   | 34      |       |
| 23  | Oscar La Ferla       | Yamaha            | +1 giro   | 36      |       |

### Ritirati
| Pilota                 | Moto        | Motivo ritiro | Griglia |
| ---------------------- | ----------- | ------------- | ------- |
| Carlos Lavado          | Yamaha      | Caduta        | 1       |
| Jean-François Baldé    | Honda       | Caduta        | 11      |
| Philippe Pagano        | Yamaha      |               | 35      |
| Stefano Caracchi       | Aprilia     |               | 22      |
| Massimo Matteoni       | Honda       |               | 17      |
| Carlos Cardús          | Honda       |               | 23      |
| Christian Boudinot     | JJ-Cobas    |               | 27      |
| Alan Carter            | Cobas-Rotax |               | 30      |
| Maurizio Vitali        | Garelli     |               | 4       |
| Jacques Cornu          | Honda       | Caduta        | 8       |
| Jean-Louis Guignabodet | MIG         |               | 29      |
| Niall Mackenzie        | Armstrong   |               | 18      |

### Non partito
| Pilota         | Moto    | Griglia |
| -------------- | ------- | ------- |
| Loris Reggiani | Aprilia | 7       |

## Classe 125

### Arrivati al traguardo
| Pos | Pilota             | Moto        | Tempo     | Griglia | Punti |
| --- | ------------------ | ----------- | --------- | ------- | ----- |
| 1   | August Auinger     | MBA         | 40:08.620 | 2       | 15    |
| 2   | Luca Cadalora      | Garelli     | +16.420   | 3       | 12    |
| 3   | Fausto Gresini     | Garelli     | +31.810   | 1       | 10    |
| 4   | Bruno Kneubühler   | LCR-MBA     | +46.960   | 5       | 8     |
| 5   | Domenico Brigaglia | Ducados-MBA | +47.250   | 4       | 6     |
| 6   | Pier Paolo Bianchi | MBA         | +1:16.770 | 8       | 5     |
| 7   | Gastone Grassetti  | MBA         | +1 giro   | 21      | 4     |
| 8   | Håkan Olsson       | MBA         | +1 giro   | 17      | 3     |
| 9   | Mike Leitner       | MBA         | +1 giro   | 11      | 2     |
| 10  | Adi Stadler        | MBA         | +1 giro   | 22      | 1     |
| 11  | Marco Pirani       | MBA         | +1 giro   | 19      |       |
| 12  | Jacques Hutteau    | MBA         | +1 giro   | 26      |       |
| 13  | Jean-Claude Selini | MBA         | +1 giro   | 24      |       |
| 14  | Iván Troisi        | MBA         | +1 giro   | 32      |       |
| 15  | Patrick Daudier    | PMDF        | +1 giro   | 23      |       |
| 16  | Manfred Braun      | MBA         | +1 giro   | 29      |       |
| 17  | Thierry Maurer     | MBA         | +1 giro   | 30      |       |
| 18  | Marco Cipriani     | MBA         | +2 giri   | 27      |       |
| 19  | Alberto Dova       | MBA         | +2 giri   | 31      |       |
| 20  | Sepp Bader         | MBA         | +2 giri   | 34      |       |
| 21  | Peter Balaz        | MBA         | +2 giri   | 16      |       |

### Ritirati
| Pilota              | Moto   | Motivo ritiro | Griglia |
| ------------------- | ------ | ------------- | ------- |
| Lucio Pietroniro    | MBA    |               | 9       |
| Johnny Wickström    | MBA    |               | 15      |
| Thierry Feuz        | MBA    |               | 10      |
| Norbert Peschke     | MBA    |               | 18      |
| Andrés Sánchez      | MBA    |               | 20      |
| Giuseppe Ascareggi  | MBA    |               | 33      |
| Ángel Nieto         | MBA    |               | 14      |
| Paolo Casoli        | MBA    |               | 6       |
| Olivier Liégeois    | Assmex |               | 25      |
| Michel Escudier     | MBA    |               | 36      |
| Vincenzo Sblendorio | MBA    |               | 13      |
| Bady Hassaine       | MBA    |               | 12      |
| Flemming Kistrup    | MBA    |               | 28      |
| Ezio Gianola        | MBA    |               | 7       |

### Non partito
| Pilota     | Moto | Griglia |
| ---------- | ---- | ------- |
| Esa Kytölä | MBA  | 35      |

## Classe 80

### Arrivati al traguardo
| Pos | Pilota              | Moto         | Tempo     | Griglia | Punti |
| --- | ------------------- | ------------ | --------- | ------- | ----- |
| 1   | Pier Paolo Bianchi  | Seel         | 33:24.600 | 6       | 15    |
| 2   | Jorge Martínez      | Derbi        | +6.860    | 1       | 12    |
| 3   | Manuel Herreros     | Derbi        | +8.850    | 5       | 10    |
| 4   | Hans Spaan          | HuVo-Casal   | +11.950   | 3       | 8     |
| 5   | Ángel Nieto         | Derbi        | +29.990   | 7       | 6     |
| 6   | Stefan Dörflinger   | Krauser      | +33.210   | 2       | 5     |
| 7   | Ian McConnachie     | Krauser      | +50.190   | 4       | 4     |
| 8   | Alex Barros         | Autisa       | +50.530   | 13      | 3     |
| 9   | Gerhard Waibel      | Real-Krauser | +55.420   | 9       | 2     |
| 10  | Herri Torrontegui   | Autisa       | +1:12.240 | 16      | 1     |
| 11  | Hubert Abold        | Krauser      | +1:13.290 | 14      |       |
| 12  | Salvatore Milano    | Krauser      | +1:19.280 | 11      |       |
| 13  | Vittorio Sblendorio | Krauser      | +1:24.830 | 15      |       |
| 14  | Josef Fischer       | Krauser      | +1:25.090 | 8       |       |
| 15  | Wilco Zeelenberg    | Casal        | +1:28.290 | 18      |       |
| 16  | Chris Baert         | Seel         | +1 giro   | 27      |       |
| 17  | Gerd Kafka          | Krauser      | +1 giro   | 19      |       |
| 18  | Günter Schirnhofer  | Krauser      | +1 giro   | 23      |       |
| 19  | Paolo Priori        | Lusuardi     | +1 giro   | 28      |       |
| 20  | Raimo Lipponen      | Krauser      | +1 giro   | 24      |       |
| 21  | Richard Bay         | Maico        | +1 giro   | 25      |       |
| 22  | Otto Machinek       | Hummel       | +1 giro   | 34      |       |
| 23  | Thomas Engl         | Krauser      | +1 giro   | 33      |       |
| 24  | Claudio Granata     | Lusuardi     | +2 giri   | 30      |       |
| 25  | Jos van Dongen      | Krauser      | +2 giri   | 31      |       |

### Ritirati
| Pilota             | Moto    | Motivo ritiro | Griglia |
| ------------------ | ------- | ------------- | ------- |
| Luis Miguel Reyes  | Autisa  |               | 12      |
| Rainer Kunz        | Ziegler |               | 10      |
| Massimo Fargeri    | HuVo    |               | 29      |
| Felix Rodríguez    | Autisa  |               | 21      |
| René Dünki         | Krauser |               | 22      |
| Nicola Casadei     | RB      |               | 37      |
| Mario Stocco       | Casal   |               | 26      |
| Theo Timmer        | Casal   | Caduta        | 20      |
| Reiner Koster      | Kroko   |               | 38      |
| Reiner Scheidhauer | Seel    |               | 17      |
| Stefan Brägger     | HuVo    |               | 36      |

### Non partiti
| Pilota             | Moto  | Griglia |
| ------------------ | ----- | ------- |
| Gabriele Gnani     | Gnani | 32      |
| Vincenzo Safliotti | UFO   | 35      |